# Rehsonia formosa
Rehsonia formosa là một loài thực vật có hoa trong họ Đậu. Loài này được (Rehder) Stritch miêu tả khoa học đầu tiên.